# Hasan-paša Predojević
Hasan-paša Predojević (Klobuk u Hercegovini, ? – Sisak, 22. lipnja 1593.),  osmanski vojskovođa i namjesnik Bosne

## Životopis
Mjesto njegova rođenja nije izvjesno, ali sigurno je da je rođen u današnjoj Bosni i Hercegovini. Moguća mjesta rođenja su Lušci kod Sanskog Mosta ili Klobuk u Hercegovini. Rodio se u kršćanskoj obitelji. Na sultanov dvor u Carigradu dospio devširmom (danak u krvi). Na dvoru je stekao obrazovanje. Obnašao je dužnost nadstojnika sokolara sultanovog dvora. Važio je kao ratoboran.
Bio je segedinski namjesnik (sandžak-beg) i bosanski beglerbeg od 1591. godine. Bio je prvi čovjek Bosanskog pašaluka.
Beglerbegovo sjedište bilo je u Banjoj Luci, a imao je naslov paše. Na divanu Hasan-paše Predojevića dolazili su i poklisari iz Dubrovačke Republike, koje je slala dubrovačka Vlada, a biralo Vijeće umoljenih koje im je davalo upute, koje su sastavljali posebni službenici, provisores. Izmijenila su se kod Predojevića njih petorica.
Zabilježeno je da je Predojević pravoslavnim kaluđerima predao katolički samostan u Konobi (Rmanj) koji izvori spominju još 1386.; isti se samostan spominje kao pravoslavni tek u prvim desetljećima 17. stoljeća.
Predojević je vodio osmanske pohode na Hrvatsku. Ciljao je osvojiti sva još neosvojena područja uz rijeke Unu i Kupu, a posebno Sisak, onda zvanim "ključem Hrvatske", jer bi padom Siska bio otvoren put prema Zagrebu što je onda pretpostavljalo i konačno osvajanje čitave Hrvatske. Prvi pohod na Sisak 1591. nije uspio. Da bi lakše osvajao hrvatske krajeve nakon pada Bosne, podigao je tvrđavu Novigrad (Yeni Hisar), današnju Petrinju.
27. rujna 1592. godine Mraclin je doživio ali i preživio najžešću tursku provalu. Predojevićevi pljačkaški odredi (akindžije) pretvorili su Mraclin u zgarište. 
Godine 1592. opet je pokušao zauzeti Sisak i nije uspio, zbog uspješnog otpora vojske kanonika Mikca. Bihać je osvojio 19. lipnja 1592. godine. Kod Bresta u Pokuplju porazio je postrojbe hrvatskog bana Tome Erdődyja 1592. godine. Sisak je pokušao osvojiti i lipnja 1593. godine. Nije čekao dolazak rumelijskih osmanskih snaga, nego je s bosanskim osmanskim snagama prešao Kupu, gdje su ga porazile hrvatske i druge habsburške snage koje je vodio hrvatski ban Toma Erdődy.  Nakon što nije uspio u trećem pohodu na Sisak lipnja 1593., s trupama se dao u bijeg preko Kupe u kojoj se je utopio.
Iako time nisu u potpunosti prestale borbe s Turcima (koji su nakratko iste godine osvojili Sisak, ali su ga Hrvati vratili 1594.), nakon dugo vremena uspostavljena je ravnoteža hrvatskih i turskih snaga. Godinu dana kasnije (1595.) hrvatska je vojska pod vodstvom generala Jurja Lenkovića oslobodila Petrinju i Hrastovicu. Postupno su oslobađani i drugi krajevi, pa se granica Turskog Carstva sve više pomicala u korist Hrvatske.